# John Sack (Schriftsteller, 1938)
John Richard Sack (* 29. Oktober 1938 in Springfield in Ohio) ist ein US-amerikanischer Romanautor.
Als junger Mann verbrachte John Sack zwei Jahre im Trappistenkloster „Our Lady of Gethsemane“ in Kentucky, wo Thomas Merton sein Mentor war.
Nach einem Studium der englischen Literatur an der Yale-Universität, das er mit dem akademischen Grad eines Bachelor of Arts abschloss, erwarb er den Titel eines Master of Arts der Universität Washington für das Fach Creative Writing und arbeitete jahrelang in der Computerbranche und als Technischer Autor für Computerhandbücher sowie für astrophysikalische und ökologische Veröffentlichungen. Nach einigen Sachbüchern und einem Jugendbuch wurde 2005 sein erster Roman für erwachsene Leser in den USA veröffentlicht, durch den er international bekannt wurde: „The Franciscan Conspiracy“, 2006 auf Deutsch unter dem Titel „Im Zeichen der Seraphim“. Laut der Web-Site seines amerikanischen Verlages arbeitet Sack an einer Fortsetzung des Romans.
John Sack hat einen Sohn und eine Tochter. Er lebt mit seiner Frau in Ashland (Oregon).

## Werke
- Entering BASIC. 1980, ISBN 0-574-17080-4 (2. Auflage mit der ISBN 0-574-21270-1).
  - Deutsch: John Sack, Judith Meadows: BASIC. Eine Einführung. 5. Auflage. Oldenbourg, München und Wien 1987, ISBN 3-486-20354-1.
- Fundamentals of IBM Computing Systems
- The Wolf in Winter. A story of Francis of Assisi. Paulist Press, New York 1985, ISBN 0-8091-6556-2.
- The Franciscan Conspiracy. Riverwood Books, Ashland/Oregon 2005, ISBN 1-883991-91-9.
  - Deutsch: Im Zeichen der Seraphim. Droemer Knaur, München 2006, ISBN 3-426-19724-3 (Roman über das geistige Erbe des Franz von Assisi und die franziskanische Idee).
- Yearning for the Father. The Lord's Prayer and the Mystic Journey. Hohm Press, Prescott AZ 2006, ISBN 1-890772-55-0.